# Tremella subencephala
Tremella subencephala är en svampart som tillhör divisionen basidiesvampar, och som beskrevs av Bandoni och James Herbert Ginns. Tremella subencephala ingår i släktet Tremella, och familjen Tremellaceae. Arten är reproducerande i Sverige.